# Občanská válka v Angole
Občanská válka v Angole, trvající téměř 27 let (1975–2002), bezprostředně souvisela s angolskou válkou za nezávislost, neboť jednotlivé znepřátelené strany již během osvobozeneckého boje spolu bojovaly o to, pod čí kontrolou získá Angola svoji nezávislost na Portugalsku.
Ústřední vláda nezávislé Angoly byla od roku 1975 v rukou organizace MPLA (Lidové hnutí za osvobození Angoly) pod vedením Agostinha Neta. Významné části země však kontroloval Národní svaz za úplnou nezávislost Angoly (UNITA) či Národní fronta pro osvobození Angoly (FNLA), které se snažily vládnoucí levicovou MPLA svrhnout.

## Mezinárodní souvislosti

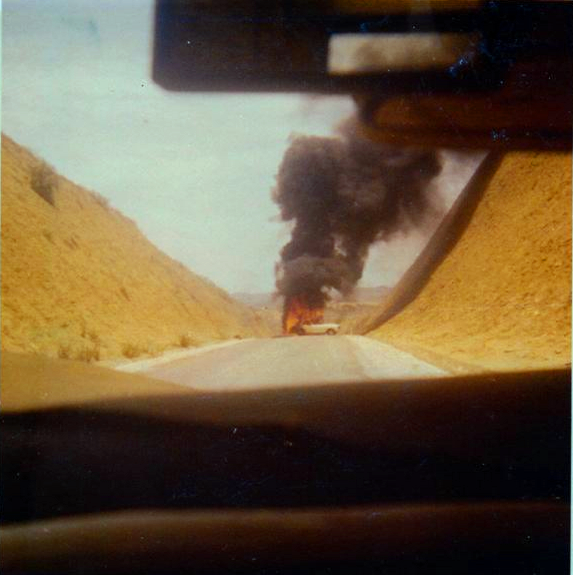
Hořící vůz jednotek MPLA po bojích poblíž Novo Redondo, konec roku 1975

Eskalace studenoválečného konfliktu přilila olej i do angolského ohně. Spojené státy americké začaly podporovat UNITA (operace IA Feature). Jonas Savimbi přestal mluvit o africkém socialismu a jako hlavní cíl si vytyčil vyhnání Kubánců z Angoly, což bylo zcela v souladu s americkými zájmy.
V říjnu 1984 MPLA zničila zbytky sil FNLA, která se nepříliš úspěšně snažila pokračovat ve svém boji ze zahraničních základen. Angolský konflikt se tak zpřehlednil na boj dvou stran: MPLA, podporované Kubou a SSSR a podporující Africký národní kongres a SWAPO, proti UNITA, podporované Jihoafrickou republikou a USA.
MPLA v době Gorbačovových reforem v SSSR, které se projevovaly i sníženou aktivitou v třetím světě, začala polevovat v marxisticko-leninském dogmatismu a zahájila jednání se Světovou bankou a Mezinárodním měnovým fondem ve snaze získat prostředky na obnovu poničené ekonomiky.
V situaci uvolněného napětí studené války dopomohlo spojené úsilí USA a SSSR k zahájení diplomatických jednání mezi intervenujícími státy.
USA nepřestávaly ve své diplomatické snaze vyřešit společně otázky zahraničních intervencí v Angole a nezávislosti Namibie. Po sérii jednání se sešly zástupci angažovaných stran v New Yorku a došlo k uzavření bilaterální dohody mezi Angolou a Kubou a trojstranné dohody mezi Angolou, Kubou a JAR.
Tyto dohody, které byly v zásadě dodrženy, vyřešily mnohé mezinárodněpolitické otázky spojené s angolskou občanskou válkou, avšak neměly bezprostřední dopad na vnitroangolské záležitosti – MPLA stále bojovala s UNITA. Sílící mezinárodní tlak na urovnání konfliktu však přece jen vyvolal snahy o jednání, dohody však byly takřka okamžitě porušovány.

## Mírová dohoda
Teprve dohoda podepsaná v portugalském Bicesse u Estorilu 1. května 1991 vypadala nadějně. MPLA vyměnila marxisticko-leninskou ideologii za sociálnědemokratickou a přislíbila zavedení tržní ekonomiky. Byly též legalizovány politické strany.
V srpnu 1992 byla změněna ústava, Angolská lidová republika se stala Angolskou republikou. Země směřovala k volbám na konci září 1992, ze kterých měl vzejít jak nový parlament, tak nový prezident. Demobilizace sil UNITA probíhala pomaleji, než bylo dohodnuto.
V období před volbami byl patrný nárůst napětí. Jak UNITA, tak MPLA vystupovaly ostře proti nově vznikajícím stranám. Mezi prezidentskými kandidáty byli José Eduardo dos Santos – v letech 1979 až 2017 prezident i Savimbi.

## Volby a složitá jednání

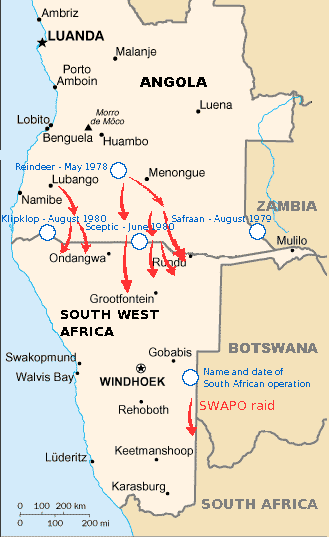
Součástí angolského konfliktu byla i sousední válka o Jihozápadní Afriku (Namibii). Namibijská organizace SWAPO z angolského území podnikala výpady, na něž reagovala jihoafrická armáda kontraakcemi (mapa operací v letech 1978–1980)

Volby samotné proběhly 29. a 30. září 1992 za vysoké účasti přes 90 % registrovaných voličů a mezinárodními pozorovateli byly označeny za svobodné a spravedlivé. Předběžné výsledky naznačovaly, že MPLA získá většinu křesel v novém Národním shromáždění. Savimbi začal výsledky voleb zpochybňovat.
Poslanci za UNITA se svých funkcí neujali. Po vyhlášení výsledků vypuklo mezi MPLA a UNITA opět násilí, které se rychle rozšířilo po celé zemi. UNITA ovládla většinu venkova i některá velká města jako Huambo. Boje ničily zemi, miliony Angolanů musely opustit domovy a tisíce z nich padly za oběť minám, jejichž použití se v této fázi konfliktu masově rozšířilo na obou stranách. Obě strany byly Amnesty International obviněny z opakovaného porušování lidských práv.
Poté, co se Savimbi ukázal jako notorický rušitel veškerých snah o mírové řešení, navázaly USA vztahy s MPLA.
Začátkem května 1995 se osobně sešli dos Santos a Savimbi, aby podepsali dohodu. Savimbi uznal dos Santose jako hlavu státu, dos Santos nabídl Savimbimu funkci vicepresidenta. Plnění dohod však bylo obtížné a pomalé, neustále se musely řešit průtahy a neshody. Demobilizace sil UNITA začala v listopadu 1995, zároveň však došlo k bojům mezi MPLA a UNITA v oblasti těžby diamantů.
V březnu 1996 se dos Santos a Savimbi sešli v gabonském Librevillu, aby dojednali vytvoření „vlády národní jednoty a usmíření“. Savimbi vznesl požadavek, aby ve vládě byly zastoupeny i další opoziční strany. V květnu Savimbi vznesl další požadavky ohledně kontroly UNITA nad těžbou diamantů na severovýchodě Angoly.
Po celý rok 1996 probíhalo dohadování o podrobnostech rozdělení postů v nové vládě, katastrofální situace v zemi nebyla v této atmosféře téměř vůbec řešena.
11. dubna 1997 se konečně Vláda národní jednoty a usmíření ujala své funkce, a to včetně zástupců UNITA. Savimbi, který odmítal stát se vicepresidentem, zaujal zvláštní post „vůdce opozice“. Přesto boje v zemi zcela neustávaly. V říjnu 1997 Rada bezpečnosti OSN uvalila sankce na UNITA.

## Boje pokračují

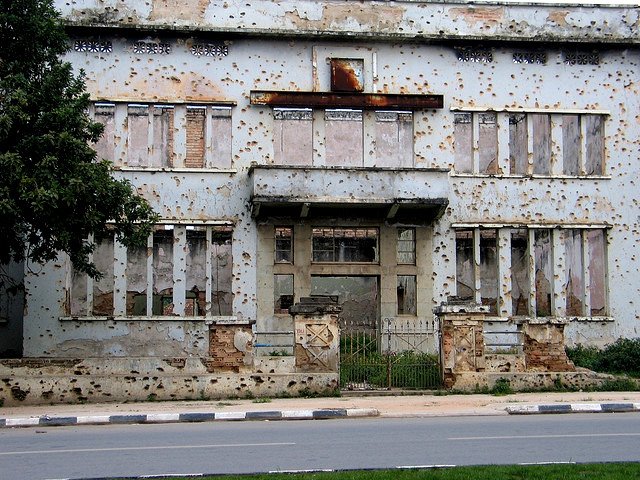
Budova v Huambu nasoucí stopy po válce

V neutěšené situaci se obě strany začaly vnitřně štěpit. Část UNITA s podporou ve venkovských oblastech přitom pokračoval v bojích. V MPLA se vytvořilo radikální křídlo válečných veteránů, které odmítalo relativně smířlivou dos Santosovu politiku. Sankce OSN uvalené na UNITA se ukázaly neúčinné.
V druhé polovině roku 1999 dosáhla vládní vojska výrazných úspěchů a ovládla přes 90 % angolského území. Boje pokračovaly i v letech 2000 a 2001, krátkodobě se přesouvaly i na zambijské a namibijské území. Pozice UNITA byly stále oslabovány. Její přístup k diamantům byl omezován, zatímco vláda mohla financovat válku prodejem ropy. Koncem roku 2001 přešla angolská armáda na drastickou, avšak účinnou taktiku spálené země, kdy byli venkované násilně stěhováni do měst, což oslabovalo tradiční pozice UNITA v zemědělských oblastech.
Počátkem roku 2002 se z konfliktu stal hon vládních sil na Savimbiho, který byl 22. února zabit. Savimbiho smrt přivodila další rozkol uvnitř UNITA, nicméně většina jejích sil souhlasila s příměřím, které vstoupilo v platnost 30. března 2002.

## Konečná mírová dohoda
Definitivní mírová dohoda byla podepsána 4. dubna 2002. Z jednání byli vyloučeni téměř všichni zahraniční pozorovatelé, což bylo odrazem chladného postoje dos Santosovy vlády k mezinárodnímu společenství. Podle angolské vlády totiž především OSN, a také USA, Rusko a Portugalsko svým postojem umožnily znovuvyzbrojení UNITA poté, co měla být podle Lusackých dohod v roce 1995 odzbrojena.
V červenci 2002 se UNITA opět sjednotila v čele s Paulem Gatem a proběhla její transformace do politické strany. Od srpna pak probíhala rychlá demobilizace sil UNITA, pouze 5000 mužů bylo integrováno do angolské armády. V červnu 2003 se novým předsedou UNITA stal Isaias Samakuva, dlouholetý zástupce UNITA v Londýně.